# Elias Barzilai
Elias Pinchas Barzilai (griechisch Ηλίας Πινχάς Μπαρζιλάι, 1891 in Thessaloniki – 1979) war der Oberrabbiner der Jüdischen Gemeinde von Athen in den Jahren deutscher Besetzung. Sein beherztes Auftreten rettete mehr als Tausend Juden das Leben.

## Ausbildung
Elias Barzilais Vater, Pinchas, war Rabbiner und Vorsitzender des Rabbinatsgerichts (Beth Din) von Thessaloniki. Ein Stipendium ermöglichte dem Sohn ein Studium an der Hebräischen Universität in Jerusalem. Danach wirkte er als Lehrer und Rabbiner in Belgrad (1933–1934), vermutlich kurz in Didymoticho (1934) und danach in Tel Aviv (1934–1936). Anfang 1936 wurde er von der Jüdischen Gemeinde in Athen als Oberrabbiner bestellt. Diese Funktion bekleidete er bis zu seinem Rücktritt im Jahr 1963. Ausschlaggebend für seine Bestellung war die umfassende Bildung und seine Kenntnis zahlreicher Sprachen, denn die Athener Gemeinde war traditionell eine sehr heterogene.

## Geschichtlicher Hintergrund
Griechenland wehrte sich gegen die Angriffe der Achsenmächte im Zweiten Weltkrieg, musste aber am 23. April 1941 kapitulieren. Das Land wurde in drei Besatzungszonen eingeteilt, wobei die italienische Zone bei weitem die größte war und die für Juden ungefährlichste. Zwar befand sich Athen unter gemeinsamer deutscher und italienischer Verwaltung, alle Verkehrswege nach Norden befanden sich jedoch unter italienischer Kontrolle. Das NS-Regime konzentrierte sich in den zweieinhalb folgenden Jahren auf die systematische Vernichtung des sephardischen Judentums von Thessaloniki. Nur wenigen Juden aus dem Norden gelang die Flucht aus der deutschen Besatzungszone: 551 Juden kamen dank italienischer Intervention nach Athen, weitere rund 1.500 flüchteten ohne Erlaubnis nach Athen. Auch aus anderen Teilen des Landes flüchteten Juden nach Athen, weil sie sich dort sicher wähnten. Die Lage änderte sich dramatisch im September 1943, als Italien mit dem Waffenstillstand von Cassibile die Seiten wechselte. Die Deutschen übernahmen die alleinige Kontrolle in ganz Griechenland. Wie brüchig und gefährdet der Machterhalt in Griechenland war, war dem NS-Regime bereits seit der blutigen Schlacht um Kreta klar. Die Holocaust-Beauftragten der SS waren fest entschlossen, das kurze Zeitfenster, welches ihnen bis zum definitiven Rückzug im August 1944 blieb, für die Vollendung des Holocaust in Griechenland zu nutzen und die Athener Gemeinde ebenso auszulöschen.

## Widerstandshandlung und Flucht
Wenige Tage nach dem Waffenstillstand von Cassibile erschien SS-Hauptsturmführer Dieter Wisliceny, der bereits die Deportationen aus Thessaloniki organisiert hatte, in Athen. In seinem Fokus war sofort der Oberrabbiner, den er in das Hauptquartier der Gestapo beorderte. Barzilai erinnerte sich: „Ich war von fünf Gestapo Offizieren umzingelt, alle in Schwarz und mit Pistolen in der Hand. Mir wurde angeordnet, ihren Befehlen Folge zu leisten, ohne zu fragen und ohne zu zögern.“ Sie verlangten Listen aller Juden, ihre Namen, ihre Anschriften, getrennt nach griechischen und  ausländischen Juden, Angaben über Vermögen, Bankkonten und  Arbeitsplätze. Der Oberrabbiner versprach, alles zur Zufriedenheit bereitzustellen, und hatte zwölf Stunden gewonnen. Die SS- und Gestapo-Männer waren beruhigt; sie dachten, sie hätten es mit einem zweiten Zvi Koretz zu tun, dem willfähigen Rabbiner Thessalonikis.
In dieser Nacht verbrannte Barzilai alle neuen Mitgliedskarten und er versammelte heimlich die Juden der Stadt in der Synagoge, um ihnen einen Rat zu geben: „Fueyendovos todos!“, was auf sephardisch heißt: Flieht alle!. Er riet seinen Gemeindemitgliedern, sofort die Wohnung zu verlassen, so weit als möglich zu flüchten und niemanden vom Fluchtplan zu erzählen. Dann rief er jene an, die nicht gekommen waren. Er benutzte Metaphern und Umschreibungen, beispielsweise: „Der Patient ist sehr krank und die Ärzte raten ihm dringend in die Berge zu gehen.“ Am nächsten Morgen stand er vor Wisliceny, ohne Listen, jedoch mit einer Anzeigebestätigung der deutschen Besatzer aus dem Jahr 1942, aus der hervorging, dass in Folge eines Einbruchs alle Bücher gestohlen worden waren. Er bekam 48 Stunden Zeit für die Zusammenstellung neuer Listen.
Der Oberrabbiner begab sich jedoch umgehend zu Erzbischof Damaskinos und danach zu Premierminister Ioannis Rallis. Von ersterem erbat er Hilfe und Kirchenasyl für verfolgte Juden. Damaskinos offerierte ihm, dem Oberrabbiner, die Flucht in den Mittleren Osten zu ermöglichen. Kirchenasyl wäre sinnlos, weil sich die SS-Männer sicherlich nicht zurückhalten ließen. Vom Premierminister verlangte der Oberrabbiner eine offizielle Intervention, doch dessen Reaktion war mehr als zurückhaltend.
Damaskinos machte sich sogleich auf den Weg zum deutschen Botschafter Günther Altenburg, wo er Protest einlegte und die Deportationen zu verhindern trachtete. Der Botschafter antwortete wahrheitsgemäß, dass er auf die Truppe um Eichmann keinerlei Einfluss habe. Daraufhin ordnete der Erzbischof allen Priestern und Klöstern seiner Diözese an, verfolgten Juden mit allen Mitteln Hilfe und Unterstützung zukommen zu lassen. Mit seiner ausdrücklichen Genehmigung wurden beispielsweise gefälschte Taufbescheinigungen ausgestellt. Inzwischen hatte sich der Oberrabbiner mit der Nationalen Befreiungsfront (EAM) in Verbindung gesetzt, die zusagte, alle Juden bei der Flucht zu unterstützen. Der Oberrabbiner flüchtete sodann umgehend mit seiner Familie, seine Flucht war als "Entführung" getarnt. Trotz des energischen Eintretens von Oberrabbiner und Erzbischof wurden von den rund 15.000 griechischen Juden, die 1941 noch in den ehemals italienisch besetzten Teilen Griechenlands lebten, zumindest 8.821 Menschen deportiert und davon 6.056 unmittelbar nach der Ankunft in Auschwitz in den Gaskammern ermordet – doch war die Überlebensrate der Mitglieder der Athener Gemeinde mit 80 % signifikant höher als die der Gemeindemitglieder von Thessaloniki.
Barzilai und seine Familie wechselten häufig ihren Aufenthaltsort. Die EAM brachte sie nach Krokylio in der Fokida, ein schwer zugängliches Dorf in 850 Metern Seehöhe. Nach sechs Monaten kamen sie nach Velouchi und dann schließlich nach Petrino in der Präfektur Karditsa, in die Nähe des Hauptquartiers der ELAS, der Volksbefreiungsarmee, des militärischen Arms der EAM. Dort harrte Barzilai bis zur Befreiung des Landes aus.

## Quelle
- Jewish Museum of Greece: CHIEF RABBI OF ATHENS